# Monika Hansen
Pour les articles homonymes, voir Hansen.
Monika Hansen, née le 9 avril 1942 et morte le 26 juin 2025 à Berlin,, est une actrice allemande de cinéma et de théâtre.

## Biographie
Monika Hansen reçoit de 1959 à 1962 sa formation de comédienne à la Otto-Falkenberg-Schule à Munich.
Elle se marie avec l'acteur Rolf Becker et est la mère de Ben et de Meret Becker. Elle divorce en 1971 puis épouse l'acteur Otto Sander. Monika Hansen est installée à Berlin jusqu’à sa mort le 26 juin 2025 à 83 ans.

## Filmographie partielle

### Films
- 1971 : Je t'aime, je te tue (Ich liebe dich, ich töte dich) de Uwe Brandner
- 1993 : Si loin, si proche ! (In weiter Ferne, so nah!) de Wim Wenders
- 1994 : Les Années du mur (Das Versprechen) de Margarethe von Trotta
- 1996 : Killer Kondom (Kondom des Grauens) de Martin Walz
- 1999 : L'Einstein du sexe (Der Einstein des Sex) de Rosa von Praunheim
- 2001 : My Sweet Home de Fílippos Tsítos
- 2009 : Horreur à Kaifeck (Hinter Kaifeck) de Esther Gronenborn

### Séries télévisées
- Polizeiruf 110 :
  - 1994 : Totes Gleis : Maria
  - 1998 : Das Wunder von Wustermark : Maria Lansky
  - 2005 : Dettmanns weite Welt : Maria
- 2008 : Berlin Brigade criminelle (2 épisodes)